# Joeropsis legrandi
Joeropsis legrandi là một loài chân đều trong họ Joeropsididae. Loài này được Juchault miêu tả khoa học năm 1962.